# Bulbophyllum leibergii
Bulbophyllum leibergii är en orkidéart som beskrevs av Oakes Ames och Robert Allen Rolfe. Bulbophyllum leibergii ingår i släktet Bulbophyllum och familjen orkidéer. Inga underarter finns listade i Catalogue of Life.